# Pickle and Peanut
Pickle and Peanut (no Brasil, Salmoura e Amendoim) é uma série de desenho animado estado-unidense produzida pela Disney Television Animation para o Disney XD. A série é criada por Noah Z. Jones, mesmo criador de Fish Hooks e Almost Naked Animals, e desenvolvida por Joel Trussell. Começou a ser transmitida pelo canal Disney XD dos Estados Unidos em 7 de setembro de 2015. No Brasil, a série teve uma pré-estreia no Disney XD, no dia 1 de fevereiro de 2016, com sua estreia oficial acontecendo no dia 22 de fevereiro de 2016.

## Enredo
A animação mostra as aventuras dos melhores amigos Pickle e Peanut em seu último ano de escola, onde estão aproveitando ao máximo a possibilidade de se divertir o tempo todo antes das responsabilidades da vida adulta.

## Personagens e Elenco

### Principais
- Pickle[nota 1] (Jon Heder) - Um simpático picles. Como seu amigo de amendoim é sempre tudo em torno dele, e muitas vezes provoca o mal.
- Peanut[nota 2] (Johnny Pemberton) - o melhor amigo de Pickle, um amendoim que quer ser legal e popular. Como seu amigo Pickle, juntamente com ele, muitas vezes provoca o mal.

### Recorrentes
- Senhor Mjärt (Matt Chapman) - Um homem de negócios que é o gerente de sua loja, Mjärt Mart.
- Lazer (Michael H. Croner) - Um adolescente festeiro que odeia Pickle e Peanut.
- Champion Horse[nota 3] (Noah Z. Jones) - Um cavalo heróico e muito musculoso.
- McSweats (Dana Snyder) - Um dos amigos de Pickle e Peanut.
- Whisper - Uma voz de fundo que indica o comportamento e as situações dos personagens.

### Menores
- Greg (Joel Trussell) - Espinha amiga de Pickle e Peanut originalmente encontrado no traseiro de Pickle. A dupla decidiu doá-lo a Lazer, mas depois o transformam em um monstro. Apareceu primeiramente em "Greg".
- Wayne - Um personagem mudo com um rosto feio e olhar assustador.
- Mam Mams [nota 4] (Michael H. Croner) - Uma velhinha antiga amiga de Pickle que é enviada para a prisão.
- Kylie (Jessica Lowe) - Uma professora de natação por quem Peanut está apaixonado. Vista em "Swim Lessons".
- Mylie (Jessica Lowe) - Uma irmã de Kylie.
- Gory Agnes[nota 5] - Uma mulher que é realmente um fantasma que Pickle está namorando em "Gory Agnes".
- Spedacular Donkey [nota 6] - Um burrico amigo de Pickle e Peanut. Foi visto pela primeira vez em "PAL-Scam".
- PAL-Scam [nota 7] - Uma máquina de escaneamento que foi destruída por Pickle e Peanut, mas que depois, foi consertada por eles com um colar de amizade, que acabou dando vida a máquina, fazendo com que ela siga Pickle e Peanut por toda a parte. Aparece apenas no episódio "PAL-Scam".
- Sneaky Patty[nota 8] (Abbi Jacobson) - Uma mulher que está escondida nos arbustos, vista em "Pickle the Falcon Master" e "Cookie Racket"
- Bloodbeard[nota 9] (J. B. Blanc) - Um carrinho de rustler com sangue, como a barba, daí seu apelido. Visto em "Cart Rustlers".
- D-Stixx (Kool Keith) - Um rapper que fez os Turkey Wrap Headphones. Visto em "Luxury Car Service".
- Ragga (Kevin Michael Richardson) - Um ganso jamaicano que trabalha numa loja e que ajuda Pickle e Peanut nos momentos mais difíceis.
- Sugar Bees [nota 10] - Duas meninas escoteiras, antigas rivais e agora as amigas de Pickle e Peanut, vistas em "Cookie Racket".
- Pigfoot [nota 11]- Uma criatura lendária, cujo nome é uma junção de porco e Bigfoot (Pé-grande) com quem Pickle e Peanut fazem amizade. No final, eles descobrem que um cara está nele.
- Goats - Antagonistas no episódio "Tae Kwon Bro".
- Falcons - Apareceram em "Pickle the Falcon Master". Um deles é adotado por Pickle.
- Sewer Shark - Pickle e Peanut fazem amizade com ele em "Sewer Shark".
- 90' Adventure Bear [nota 12] - Um urso que fazia parte da infância de Pickle e Peanut. Apareceu no episódio "90 Adventure Bear".
- Tad - Um malvado negociante que aparece no episódio "Baby Tooth".

## Dublagem
| Personagem                              | Dublador                                                      |
| Principais                              | Principais                                                    |
| --------------------------------------- | ------------------------------------------------------------- |
| Picles                                  | Glauco Marques                                                |
| Amendoim                                | Ítalo Luiz                                                    |
| Recorrentes                             |                                                               |
| Sr. Mjart                               | Sérgio Corcetti                                               |
| Lazer                                   | Leo Caldas                                                    |
| Whisper                                 | Thiago Zambrano                                               |
| Cavalo Campeão                          | César Marchetti                                               |
| Menores                                 |                                                               |
| Madama / Ragga / Tad                    | Cassius Romero                                                |
| Kylie / Mylie                           | Priscila Ferreira                                             |
| Barba Sangrenta / Urso Aventura Anos 90 | Zeca Rodrigues                                                |
| Patty Sorrateira                        | Priscila Franco (1ª temporada) Jussara Marques (2ª temporada) |
| Jumento Espetaculásno                   | Yuri Chesman (1ª temporada)                                   |
| Camarada Escaneador                     | Marco Aurélio Campos                                          |
| D-Stixx                                 | Luíz Laffey                                                   |
| Abelha do açúcar 1                      | Flora Paulita                                                 |
| Abelha do açúcar 2                      | Gabriela Milani                                               |

|                 | Brasil           |
| --------------- | ---------------- |
| Tradução        | Gustavo Samesima |
| Direção         | Fábio Azevedo    |
| Direção musical | Nandu Valverde   |
| Estúdio(s)      | TV Group Digital |

## Episódios

### Resumo
| Temporada | Temporada | Episódios | Exibição original     | Exibição original     | Exibição no Brasil                                                             | Exibição no Brasil     | Exibição no Portugal    | Exibição no Portugal  |
| Temporada | Temporada | Episódios | Estreia de temporada  | Final de temporada    | Estreia de temporada                                                           | Final de temporada     | Estreia de temporada    | Final de temporada    |
| --------- | --------- | --------- | --------------------- | --------------------- | ------------------------------------------------------------------------------ | ---------------------- | ----------------------- | --------------------- |
|           | 1         | 21        | 7 de setembro de 2015 | 10 de outubro de 2016 | 1 de fevereiro de 2016 (pré-estreia) 22 de fevereiro de 2016 (estreia oficial) | 27 de abril de 2017    | 28 de fevereiro de 2016 | 29 de janeiro de 2017 |
|           | 2         | 21        | 23 de outubro de 2017 | 20 de janeiro de 2018 | 1 de janeiro de 2018                                                           | 18 de setembro de 2018 | 28 de janeiro de 2018   | por anunciar          |

### 1.ª Temporada (2015–16)
| # | Título                                                              | Dirigido por                                      | Escrito por                                                                                          | Estreias originais                                                                                   | Código de produção | Audiência (em milhões) |
| --- | ------------------------------------------------------------------- | ------------------------------------------------- | --- | --- | ------------------ | ---------------------- |
| 1a | "Greg (BR)" "Greg"                                                  | Noah Z. Jones e Joel Trussell                     | Noah Z. Jones, Joel Trussell e Dave Tennant                                                          | 7 de setembro de 2015 1 de fevereiro de 2016 (pré-estreia) 22 de fevereiro de 2016 (estreia oficial) | 101                | 0,46                   |
| Pickle cria uma espinha e atrai pessoas para convidar ele e Peanut para uma festa.                                                                                            |                                                                     |                                                   | | |                    |                        |
| 1b | "Madama (BR)" "Gramma Jail"                                         | Noah Z. Jones, Joel Trussell e Ken "Monkmus" Wong | Noah Z. Jones, Joel Trussell e Dave Tennant                                                          | 7 de setembro de 2015 23 de fevereiro de 2016                                                        | 101                | 0,34                   |
| Depois que uma velhinha é presa pelas autoridades, Pickle pede a ajuda de Peanut para entrarem na prisão e libertá-la.                                                        |                                                                     |                                                   | | |                    |                        |
| 2a | "Ladrões de Carrinhos (BR)" "Cart Rustlers"                         | Ken "Monkmus" Wong                                | Mark Rivers                                                                                          | 14 de setembro de 2015 24 de fevereiro de 2016                                                       | 102                | 0,25                   |
| Os carrinhos de supermercado desaparecem no meio do nada e Pickle e Peanut descobrem que isso é obra de um sujeito, cujo nome é "Bloodbeard".                                 |                                                                     |                                                   | | |                    |                        |
| 2b | "Aulas de Natação (BR)" "Swim Lessons"                              | Ken "Monkmus" Wong                                | Noah Z. Jones, Joel Trussell and Matt Harrigan                                                       | 14 de setembro de 2015 25 de fevereiro de 2016                                                       | 102                | 0,25                   |
| Peanut decide ajudar Pickle a aprender a nadar e o leva para um curso de natação.                                                                                             |                                                                     |                                                   | | |                    |                        |
| 3a | "Picles, o Mestre do Falcão (BR)" "Pickle the Falcon Master"        | Ken "Monkmus" Wong                                | Greg Tuculescu                                                                                       | 21 de setembro de 2015 26 de fevereiro de 2016                                                       | 103                | 0,42                   |
| Peanut presenteia Pickle com um passarinho verde, cuja ave eles acham que é um falcão e eles decidem usá-lo em uma disputa.                                                   |                                                                     |                                                   | | |                    |                        |
| 3b | "Picles Adota uma Família (BR)" "Pickle Adopts a Family"            | John Aoshima e Ken "Monkmus" Wong                 | Noah Z. Jones, Joel Trussell, Matt Chapman e Mark Rivers                                             | 21 de setembro de 2015 29 de fevereiro de 2016                                                       | 103                | 0,42                   |
| Pickle encomenda um conjunto de criaturinhas estranhas e passa a criá-los como seus filhos.                                                                                   |                                                                     |                                                   | | |                    |                        |
| 4a | "Camarada Escaneador (BR)" "PAL-SCAN"                               | Ken "Monkmus" Wong                                | Greg Tuculescu                                                                                       | 28 de setembro de 2015 1 de março de 2016                                                            | 104                | 0,42                   |
| Pickle e Peanut tentam curtir o "Grande Festival do Açúcar", até que eles conhecem um dispositivo de escaneamento encomendado pelo Mr. Mjart o qual não deixa os dois em paz. |                                                                     |                                                   | | |                    |                        |
| 4b | "Garoto Doce da América (BR)" "America's Sweetboy"                  | John Aoshima                                      | Noah Z. Jones, Joel Trussell, Matt Chapman e Mark Rivers                                             | 28 de setembro de 2015 2 de março de 2016                                                            | 104                | 0,42                   |
| Peanut inscreve Pickle em um concurso de beleza. |                                                                     |                                                   | | |                    |                        |
| 5a | "Glória Agnes (BR)" "Gory Agnes"                                    | Ken "Monkmus" Wong                                | Noah Z. Jones, Joel Trussell, e Ryan Quincy                                                          | 5 de outubro de 2015 3 de março de 2016                                                              | 105                | 0,32                   |
| Pickle e Peanut conhecem uma forma de vida sobrenatural vinda do espelho. |                                                                     |                                                   | | |                    |                        |
| 5b | "O Sofá Mal-Assombrado (BR)" "Haunted Couch"                        | John Aoshima e Ken "Monkmus" Wong                 | Brendon Walsh e M.J. Sandhe                                                                          | 5 de outubro de 2015 4 de março de 2016                                                              | 105                | 0,32                   |
| Pickle e Peanut compram um sofá velho e aterrorizante de um comerciante vampiresco.                                                                                           |                                                                     |                                                   | | |                    |                        |
| 6a | "Spray Balestra (BR)" "Body Spray"                                  | Ken "Monkmus" Wong                                | Brendon Walsh (história) Benny Crouse e Jacob Sluka                                                  | 19 de outubro de 2015 7 de março de 2016                                                             | 106                | 0,31                   |
| Pickle e Peanut usam demais um spray corporal para deixar a aparência mais estilosa e tentam fazer outra depois de gastarem tudo.                                             |                                                                     |                                                   | | |                    |                        |
| 6b | "Serviços em Carro de Luxo (BR)" "Luxury Car Service"               | John Aoshima and Ken "Monkmus" Wong               | Brendon Walsh (história) Benny Crouse e M.J. Sandhe                                                  | 19 de outubro de 2015 8 de março de 2016                                                             | 106                | 0,31                   |
| Pickle e Peanut trabalham como motoristas e acidentalmente, eles participam de um assalto.                                                                                    |                                                                     |                                                   | | |                    |                        |
| 7a | "A Receita dos Cookies (BR)" "Cookie Racket"                        | Ken "Monkmus" Wong                                | Greg Tuculescu (história) Ryan Gillis e Sunil Hall                                                   | 26 de outubro de 2015 9 de março de 2016                                                             | 107                | 0,45                   |
| Pickle e Peanut desafiam duas jovens escoteiras para uma competição de culinária.                                                                                             |                                                                     |                                                   | | |                    |                        |
| 7b | "Braço Quebrado (BR)" "Busted Arm"                                  | Ken "Monkmus" Wong                                | Brendon Walsh (história) Reza Iman                                                                   | 26 de outubro de 2015 10 de março de 2016                                                            | 107                | 0,45                   |
| Após quebrar o braço durante uma queda, Pickle só fica ganhando popularidade pelos seus amigos enquanto Peanut fica com ciúmes.                                               |                                                                     |                                                   | | |                    |                        |
| 8a | "Porco Pé (BR)" "Pigfoot"                                           | Ken "Monkmus" Wong                                | Noah Z. Jones, Joel Trussell, Mark Rivers e Matt Harrigan (história) Ryan Gillis e Giovanny Cardenas | 9 de novembro de 2015 11 de março de 2016                                                            | 108                | 0,29                   |
| Pickle e Peanut encontram uma criatura estranha na floresta durante um jogo de paintball.                                                                                     |                                                                     |                                                   | | |                    |                        |
| 8b | "Aulas de Karatê (BR)" "Tae Kwon Bro"                               | John Aoshima and Ken "Monkmus" Wong               | Noah Z. Jones, Joel Trussell e Tyler Chen (história) Victor Courtright e Edward D. Skudder           | 9 de novembro de 2015 14 de março de 2016                                                            | 108                | 0,29                   |
| Pickle e Peanut entram em uma academia de artes marciais do Lazer. |                                                                     |                                                   | | |                    |                        |
| 9a | "O Dia do Repolho (BR)" "A Cabbage Day Miracle"                     | Sunil Hall e John Aoshima                         | Greg Tuculescu (história) Ryan Gillis, Nate Cash, Benny Crouse e M.J. Sandhe                         | 30 de novembro de 2015 17 de março de 2016                                                           | 110                | 0,26                   |
| Pickle e Peanut fazem uma homenagem ao feriado comemorativo do dia do repolho em especial ao seu chefe, Mr. Mjart.                                                            |                                                                     |                                                   | | |                    |                        |
| 9b | "Primavera Natalina (BR)" "Springtime for Christmas"                | Sunil Hall                                        | Brendon Walsh (história) Sunil Hall and M.J. Sandhe                                                  | 30 de novembro de 2015 18 de março de 2016                                                           | 110                | 0,26                   |
| Pickle e Peanut tentam realizar o desejo de natal de um garoto que se importa muito com a primavera.                                                                          |                                                                     |                                                   | | |                    |                        |
| 9c | "Neve Amarela (BR)" "Yellow Snow"                                   | Ken "Monkmus" Wong                                | Greg Tuculescu (história) Joe Horne, Ryan Gillis, Victor Courtright e Ken "Monkmus" Wong             | 30 de novembro de 2015 18 de março de 2016                                                           | 110                | 0,26                   |
| Neste curta feito em CGI, Pickle e Peanut tentam evitar uma guerra de bolas de neve amareladas.                                                                               |                                                                     |                                                   | | |                    |                        |
| 10 | "Rastros de Tubarão (BR)" "Sewer Shark"                             | Ken "Monkmus" Wong                                | Brendon Walsh (história) Benny Crouse, Ryan Gillis e M.J. Sandhe                                     | 16 de novembro de 2015 15 de março de 2016                                                           | 109                | 0,33                   |
| Pickle e Peanut ficam presos dentro da barriga de um tubarão. |                                                                     |                                                   | | |                    |                        |
| 11a | "Colônia de Abelhas (BR)" "Bee Colony"                              | John Aoshima                                      | Greg Tuculescu (história) Noam Sussman e Victor Courtright                                           | 25 de janeiro de 2016 9 de maio de 2016                                                              | 111                | 0,34                   |
| Pickle sai de férias e convence Peanut a ficar em sua casa para cuidar de suas abelhas domésticas.                                                                            |                                                                     |                                                   | | |                    |                        |
| 11b | "O Suco do Ganso (BR)" "The Goose's Juice"                          | Sunil Hall e John Aoshima                         | Greg Tuculescu (história) Ryan Gillis                                                                | 25 de janeiro de 2016 16 de maio de 2016                                                             | 111                | 0,34                   |
| Peanut desconfia de Pickle quando ele diz que consegue ler pensamentos de cachorros.                                                                                          |                                                                     |                                                   | | |                    |                        |
| 12a | "Festival Wiz (BR)" "Wiz Fest"                                      | Ken "Monkmus" Wong                                | Greg Tuculescu (história) Benny Crouse                                                               | 1 de fevereiro de 2016 23 de maio de 2016                                                            | 112                | 0,34                   |
| Pickle e Peanut participam de uma feira, e lá, conhecem uma princesa que acha ser de outro planeta.                                                                           |                                                                     |                                                   | | |                    |                        |
| 12b | "Ratos da Ginástica (BR)" "Gym Rats"                                | Ken "Monkmus" Wong                                | Brendon Walsh (história) Victor Courtright                                                           | 1 de fevereiro de 2016 30 de maio de 2016                                                            | 112                | 0,34                   |
| Peanut compra um cinturão que lhe dará o poder de ficar super forte. |                                                                     |                                                   | | |                    |                        |
| 13a | "Urso Aventura Anos Noventa (BR)" "90's Adventure Bear"             | Ken "Monkmus" Wong                                | Greg Tuculescu (história) Benny Crouse                                                               | 8 de fevereiro de 2016 6 de junho de 2016                                                            | 113                | 0,32                   |
| Quando o ídolo favorito de Pickle e Peanut não se lembra mais de ser um herói dos velhos tempos, eles resolvem ajudá-lo a se tornar uma lenda outra vez.                      |                                                                     |                                                   | | |                    |                        |
| 13b | "Parque de Carnaval (BR)" "Parking Lot Carnival"                    | Sunil Hall                                        | Brendon Walsh (história) Ryan Gillis                                                                 | 22 de fevereiro de 2016 22 de agosto de 2016                                                         | 113                | 0,47                   |
| Pickle e Peanut participam de uma feira com muitas brincadeiras. |                                                                     |                                                   | | |                    |                        |
| 14a | "O Vulcão (BR)" "Volcano"                                           | Ken "Monkmus" Wong e Andrew Overtoom              | Brendon Walsh (história) Victor Courtright e Reza Iman                                               | 7 de março de 2016 23 de agosto de 2016                                                              | 114                | 0,30                   |
| Pickle e Peanut descobrem que um vulcão entrou em erupção. |                                                                     |                                                   | | |                    |                        |
| 14b | "Pula Bike (BR)" "Bike Jumper"                                      | Ken "Monkmus" Wong e Andrew Overtoom              | Greg Tuculescu e Matt Chapman (história) Victor Courtright e Reza Iman                               | 14 de março de 2016 24 de agosto de 2016                                                             | 114                | por anunciar           |
| A estrela do YouTube, Bike Jumper, quebra sua perna e somente e ele deve contar com a ajuda de Pickle e Peanut.                                                               |                                                                     |                                                   | | |                    |                        |
| 15a | "Francine (BR)" "Francine"                                          | Sunil Hall                                        | Greg Tuculescu (história) Ryan Gillis                                                                | 21 de março de 2016 25 de agosto de 2016                                                             | 115                | por anunciar           |
| McSweats termina com sua nova namorada, Francine. Com isso, Pickle e Peanut tentam ajudá-los a se reconciliarem.                                                              |                                                                     |                                                   | | |                    |                        |
| 15b | "Árvore de Celular (BR)" "Cell Phone Tree"                          | Ken "Monkmus" Wong                                | Greg Tuculescu (história) Victor Courtright e Reza Iman                                              | 4 de abril de 2016 26 de agosto de 2016                                                              | 115                | por anunciar           |
| Pickle e Peanut criam uma árvore nos fios eletrônicos. |                                                                     |                                                   | | |                    |                        |
| 16a | "Festa do Pijama da Patty Sorrateira (BR)" "Sneaky Patty Sleepover" | Sunil Hall                                        | Greg Tuculescu (história) Benny Crouse e Ryan Gillis                                                 | 11 de abril de 2016 2 de janeiro de 2017                                                             | 116                | por anunciar           |
| Pickle e Peanut hospedam Sneaky Patty em sua casa, enquanto os "gangsters" estão à sua procura.                                                                               |                                                                     |                                                   | | |                    |                        |
| 16b | "Dente de Leite (BR)" "Baby Tooth"                                  | Andrew Overtoom e Ken "Monkmus" Wong              | Greg Tuculescu (história) Victor Courtright, Ryan Gillis, M. J. Sandhe e Benny Crouse                | 18 de abril de 2016 3 de janeiro de 2017                                                             | 116                | por anunciar           |
| Após Pickle perder seu último dente-de-leite, ele acaba ganhando uma barba como sinal de maturidade.                                                                          |                                                                     |                                                   | | |                    |                        |
| 17a | "Morcegos (BR)" "Bats"                                              | Sunil Hall                                        | Sam Riegel (história) Benny Crouse                                                                   | 20 de junho de 2016 4 de janeiro de 2017                                                             | 117                | ASA                    |
| Pickle e Peanut trocam de vã, após a sua antiga ficar enfestada de morcegos voadores.                                                                                         |                                                                     |                                                   | | |                    |                        |
| 17b | "Acampando Antes do Filme (BR)" "Movie Camp Out"                    | Sunil Hall                                        | Greg Tuculescu (história) Ryan Gillis                                                                | 20 de junho de 2016 5 de janeiro de 2017                                                             | 117                | ASA                    |
| Pickle e Peanut acampam no shopping durante a noite para assistirem a um filme sobre um suíno noturno.                                                                        |                                                                     |                                                   | | |                    |                        |
| 18a | "Mudança Noturna (BR)" "Night Shift"                                | Sunil Hall                                        | Greg Tuculescu (história) Ryan Gillis                                                                | 27 de junho de 2016 25 de abril de 2017                                                              | 119                | ASA                    |
| Pickle e Peanut passam a noite no mercado Mjart Mart procurando Mr. Mjart, que se transformou no monstro da noite.                                                            |                                                                     |                                                   | | |                    |                        |
| 18b | "Escalpelado (BR)" "Scalped"                                        | Sunil Hall                                        | Brendon Walsh (história) Ryan Gillis                                                                 | 27 de junho de 2016 26 de abril de 2017                                                              | 119                | ASA                    |
| Pickle e Peanut tentam assistir a um show de rock espacial, mas eles precisam de ingressos para assistirem.                                                                   |                                                                     |                                                   | | |                    |                        |
| 19a | "Coisas Legais que um Mentiroso Tem (BR)" "What Lies Beneath"       | Ken "Monkmus" Wong                                | H. Michael Croner (história) Benny Crouse                                                            | 18 de julho de 2016 6 de janeiro de 2017                                                             | 118                | ASA                    |
| Pickle e Peanut tentam provar que são mais convencidos do que McSweats. |                                                                     |                                                   | | |                    |                        |
| 19b | "Onde o Rei Rato se Esconde (BR)" "The Rat King Moves In"           | Ken "Monkmus" Wong                                | Brendon Walsh (história) Marianna Hersko, Benny Crouse e Ryan Gillis                                 | 18 de julho de 2016 24 de abril de 2017                                                              | 118                | ASA                    |
| Pickle e Peanut descobrem o enconderijo secreto do Rat King, depois que Peanut fica em seu lugar por apenas um dia.                                                           |                                                                     |                                                   | | |                    |                        |
| 20 | "Australia (BR)" "Australia"                                        | Sunil Hall                                        | Greg Tuculescu e Brendon Walsh (história) Victor Courtright, Benny Crouse e Ryan Gillis              | 25 de julho de 2016 27 de abril de 2017                                                              | 120                | 0,39                   |
| Pickle e Peanut viajam para as terras australianas para conseguirem uma herança de grande valor da mãe de Peanut.                                                             |                                                                     |                                                   | | |                    |                        |
| 21 | "Doces ou Travessuras (BR)" "Trick or Treat"                        | Ken "Monkmus" Wong, Joel Trussell e Noah Z. Jones | Brendon Walsh (história) Ed Skudder, Ryan Gillis, Sunil Hall e Kim Roberson                          | 10 de outubro de 2016 30 de outubro de 2016                                                          | ASA                | 0,29                   |
| Pickle e Peanut atraem espíritos malígnos para a sua festa de Dia das Bruxas.                                                                                                 |                                                                     |                                                   | | |                    |                        |